# Nagy László (labdarúgó, 1949)
Nagy László (Buzsák, 1949. október 21. –) olimpiai bajnok magyar labdarúgó, edző.

## Pályafutása

### Játékosként
1962-ben kezdett el futballozni a fonyódi labdarúgó-csapatban, majd 1965-ben igazolt az Újpesti Dózsához, ahol pályafutásának legnagyobb sikereit élte át. Első felnőtt sikere az 1968-as mexikóvárosi olimpián szerzett aranyérem volt. 1969-ben lett először magyar bajnok, melyet a Dózsával sorozatban hatszor megvédett, kilencszeres magyar bajnoki cím tulajdonosa. Emellett ötszörös MNK győztes [1969, 1970, 1975, 1982 és 1983-ban] a Magyar Népköztársaság Kupát is megnyerte. 355 élvonalbeli mérkőzésen szerepelt.
A magyar labdarúgó-válogatott-ban először 1970-ben szerepelt. 1974-ben az utánpótlás Európa-bajnok válogatott tagja volt. Kisebb visszaesések után 1978-ban és 1979-ben ismét magyar bajnok a Dózsával, ill. 1982-ben MNK-győztés lett. 1983-ban távozott az Újpesttől, majd egy évig a svájci Locarno együttesében vezette le aktív pályafutását. A magyar válogatottban huszonöt alkalommal szerepelt.

### Edzőként
Még játékosként, 1980-ban szerzett szakedzői diplomát a Testnevelési Főiskolán. Első munkahelye edzőkén régi klubja, az Újpesti Dózsa lett, melynek pályaedzője, ill. a tartalékcsapat edzője lett 1985-ben. 1992-ben vállalta első vezetőedzői pozícióját a BKV Előre együttesénél, majd 1994-ben rövid ideig Bicskén edzősködött. 1995-ben az MTK pályaedzője volt Bicskei Bertalan mellett, majd 1996-ban az Újpest FC vezetőedzője lett, ahonnan 1997-ben menesztették. Pár hónappal később a Siófok FC csapatánál dolgozott, majd 1999 és 2001 között a Kecskeméti TE vezetőedzőjeként dolgozott. Rövid szünet után egy hónapig a Marcali futballklub edzője, később Ercsiben és a Felcsút FC-nél dolgozott két és 
fél évet ( NB III - NB II. bajnoki cím.)
Edzői munkái mellett szakkommentátorként is dolgozik több televíziós sportcsatornánál.

## Statisztika

### Mérkőzései a válogatottban
| Magyarország | Magyarország         | Magyarország                                    | Magyarország  | Magyarország | Magyarország  | Magyarország       | Magyarország | Magyarország |
| #            | Dátum                | Helyszín                                        | Hazai         | Eredmény     | Vendég        | Kiírás             | Gólok        | Esemény      |
| ------------ | -------------------- | ----------------------------------------------- | ------------- | ------------ | ------------- | ------------------ | ------------ | ------------ |
|              | 1968. október 13.    | Guadalajara, Estadio Jalisco (MEX)              | Magyarország  | 4 – 0        | Salvador      | olimpiai C csoport | -            |              |
|              | 1968. október 15.    | Guadalajara, Estadio Jalisco (MEX)              | Magyarország  | 2 – 2        | Ghána         | olimpiai C csoport | -            |              |
|              | 1968. október 22.    | Mexikóváros, Estadio Azteca (MEX)               | Magyarország  | 5 – 0        | Japán         | olimpiai elődöntő  | -            |              |
|              | 1968. október 26.    | Mexikóváros, Estadio Azteca (MEX)               | Magyarország  | 4 – 1        | Bulgária      | olimpiai döntő     | -            |              |
| 1.           | 1970. október 7.     | Oslo, Ullevaal Stadion                          | Norvégia      | 1 – 3        | Magyarország  | Eb-selejtező       | 1            | 23'          |
| 2.           | 1973. október 13.    | Koppenhága                                      | Dánia         | 2 – 2        | Magyarország  | barátságos         | -            |              |
| 3.           | 1973. november 21.   | Budapest, Népstadion                            | Magyarország  | 0 – 1        | NDK           | barátságos         | -            | 64'          |
| 4.           | 1974. október 13.    | Luxembourg, Municipal Stadion                   | Luxemburg     | 2 – 4        | Magyarország  | Eb-selejtező       | 2            | 30' 55'      |
| 5.           | 1974. október 30.    | Cardiff, Ninian Park                            | Wales         | 2 – 0        | Magyarország  | Eb-selejtező       | -            |              |
| 6.           | 1974. november 10.   | Szófia, Jurij Gagarin-stadion                   | Bulgária      | 0 – 0        | Magyarország  | barátságos         | -            | 71'          |
| 7.           | 1974. december 4.    | Szolnok, Tiszaligeti stadion                    | Magyarország  | 1 – 0        | Svájc         | barátságos         | -            |              |
| 8.           | 1975. március 26.    | Párizs, Parc des Princes                        | Franciaország | 2 – 0        | Magyarország  | barátságos         | -            | 59'          |
| 9.           | 1975. augusztus 10.  | Teherán                                         | Irán          | 1 – 2        | Magyarország  | barátságos         | 1            | 53' 80'      |
| 10.          | 1975. szeptember 24. | Budapest, Népstadion                            | Magyarország  | 2 – 1        | Ausztria      | Eb-selejtező       | -            | 46'          |
| 11.          | 1975. október 8.     | Łódź                                            | Lengyelország | 4 – 2        | Magyarország  | barátságos         | 1            | 10' 65'      |
| 12.          | 1975. október 15.    | Pozsony, Tehelny pole                           | Csehszlovákia | 1 – 1        | Magyarország  | barátságos         | -            |              |
| 13.          | 1975. október 19.    | Szombathely, Rohonci úti stadion                | Magyarország  | 8 – 1        | Luxemburg     | Eb-selejtező       | -            | 39'          |
|              | 1976. február 4.     | Mexikóváros                                     | Mexikó        | 4 – 1        | Magyarország  | barátságos         | -            | 46'          |
|              | 1976. február 9.     | San Salvador                                    | Salvador      | 1 – 2        | Magyarország  | barátságos         | -            |              |
| 14.          | 1976. április 30.    | Lausanne, Olimpiai Stadion                      | Svájc         | 0 – 1        | Magyarország  | barátságos         | -            | 67'          |
| 15.          | 1977. március 15.    | Teherán                                         | Irán          | 0 – 2        | Magyarország  | barátságos         | -            | 75'          |
| 16.          | 1977. október 12.    | Budapest, Népstadion                            | Magyarország  | 3 – 0        | Svédország    | barátságos         | -            | 67'          |
| 17.          | 1977. október 29.    | Budapest, Népstadion                            | Magyarország  | 6 – 0        | Bolívia       | vb-selejtező       | 1            | 79' 81'      |
| 18.          | 1977. november 9.    | Prága, Letná-stadion                            | Csehszlovákia | 1 – 1        | Magyarország  | barátságos         | -            | 63'          |
| 19.          | 1977. november 30.   | La Paz                                          | Bolívia       | 2 – 3        | Magyarország  | vb-selejtező       | -            | 69'          |
| 20.          | 1978. április 15.    | Budapest, Népstadion                            | Magyarország  | 2 – 1        | Csehszlovákia | barátságos         | -            | 70'          |
| 21.          | 1978. május 24.      | London, Wembley Stadion                         | Anglia        | 4 – 1        | Magyarország  | barátságos         | 1            | 62'          |
| 22.          | 1978. június 2.      | Buenos Aires, Estadio Monumental                | Argentína     | 2 – 1        | Magyarország  | vb-csoportkör      | -            |              |
| 23.          | 1978. június 6.      | Mar del Plata, Estadio Mundialista (ARG)        | Olaszország   | 3 – 1        | Magyarország  | vb-csoportkör      | -            | 46'          |
| 24.          | 1978. június 10.     | Mar del Plata, Estadio José Maria Minella (ARG) | Franciaország | 3 – 1        | Magyarország  | vb-csoportkör      | -            | 73'          |
| 25.          | 1980. szeptember 24. | Budapest, Népstadion                            | Magyarország  | 2 – 2        | Spanyolország | barátságos         | -            | 12'          |
|              | Összesen             |                                                 |               | 25           | mérkőzés      |                    | 7            | gól          |